# Hidrogen líquid

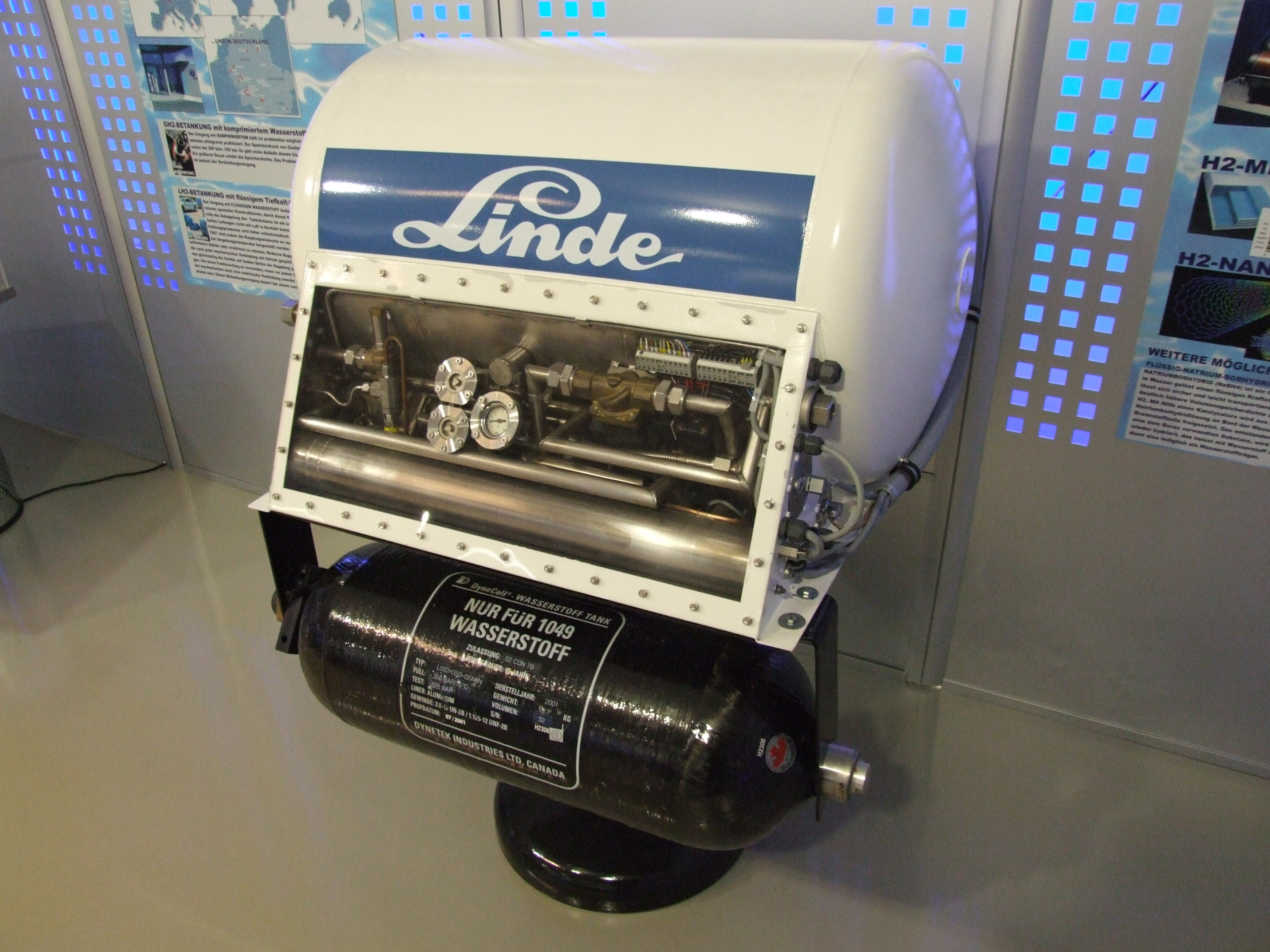
Dipòsit d'hidrogen líquid de Linde, Museu Autovision, Altlußheim, Baden-Württemberg, Alemanya.

L'hidrogen líquid és l'element hidrogen en estat líquid. És comunament utilitzat com combustible a la indústria aeroespacial on se sol abreujar com LH2, ja que a la natura es troba en forma molecular H₂.
Per mantenir-lo en forma líquida és necessari pressuritzar-lo i refredar-lo a una temperatura de 20,28 K (-252,87 °C/-423,17 °F). L'hidrogen líquid se sol utilitzar com una forma comuna d'emmagatzemar l'hidrogen perquè ocupa menys que l'hidrogen en estat gasós a temperatura normal.